# 文学城
文学城，（英語：Wenxue City），创建于1997年，是一家面向海外华人的中文综合网络社区，目前被中國大陸封鎖。其服务包括论坛、新闻、博客、群组以及广告，在海外华人中有着很大的影响。其新闻关注中国内外时事、娱乐及社会新闻，地域上主要着眼于美国和中国。新闻多以转发为主。除新闻以外，其论坛和博客在海外华人圈也颇有人气。

## 特色论坛
读者参与进讨论其中有一些活跃栏目，并且栏目是以读者的视角命名的。例如
- 子女教育——子女培养？上藤校？家长关系？......在海外养孩子不是孤军奋斗
- 我爱我家——装修、家长里短、邻里关系......家永远是最温馨的港湾
- 私房小菜——不论是私房食谱还是美食地图，在私房小菜论坛里你都能找到你的那盘菜
- 海外原创——分享生活，讲你的故事
- 流行时尚——展示自我充实自我的平台
- 影视人生——国内流行看什么？请看影视人生论坛
- 世界风情——读万卷书不如行万里路